# 月台空隙
月台空隙是列車與車站月台的空間，通常由地理約束形成。通常理想的月台應該是直的和列車之間的空隙最少。但很多時候站要按地域約束的限制，必須設計成彎曲以適合的軌道和列車。